# Walter Prügger
Walter Hans Prügger (* 23. August 1969 in Frohnleiten) ist ein österreichischer Pädagoge, Theologe, Autor, Bildungsfunktionär und ehemaliger Fußballspieler.

## Leben
Nach der Volksschule in Frohnleiten absolvierte Prügger das Gymnasium am Stift Rein. Danach studierte er Betriebswirtschaftslehre und Katholische Religionspädagogik für den Pflichtschulbereich. Nach einigen Jahren im Schuldienst begann er an der Kirchlichen pädagogischen Hochschule (KPH) Graz zu lehren, bis er am 1. November 2011 zum Fachinspektor für den römisch-katholischen Religionsunterricht an den Pflichtschulen der Diözese Graz-Seckau bestellt wurde. Seit dem Schuljahr 2016/17 ist Walter Prügger der Leiter des Bischöflichen Amtes für Schule und Bildung der steirischen Diözese.

## Fußballkarriere
Walter Prügger spielte neben seinem Studium in der Saison 1988/89 als Abwehrspieler für den Grazer Traditionsverein GAK. Seinen ersten und einzigen Einsatz in der 1. Division hatte er am 3. Dezember 1988 gegen SK Austria Klagenfurt. Er wurde in der 61. Minute ausgewechselt, für ihn kam Edi Glieder ins Spiel. Später spielte er noch für Frohnleiten, Übelbach und den LUV Graz. 

## Werke (Auswahl)
- mit Hans Neuhold, Andrea Scheer, Martin Lienhart: Dem Jesus-Geheimnis auf der Spur. Aktionsbuch für Kinder, Don Bosco 2014.
- mit Hans Neuhold, Andrea Scheer, Alois Neuhold (Illustrationen): Mein Engel zur Erstkommunion: Ein Geschenkbuch, Styria 2005.